# Aloo tikki
L'aloo tikki est un mets des régions du nord de l'Inde, à base de pommes de terre bouillies et de diverses épices. Ce nom est formé des termes aloo, qui signifie pomme de terre et tikki, qui désigne une petite côtelette ou une croquette. Présent dans presque tous les stands ou boutiques de chaat (spécialités indiennes souvent vendues dans la rue) de Delhi et d'autres régions de l'Inde, il est servi chaud accompagné de chutneys (sauces) saunth (chutney doux au gingembre), au tamarin ou à la coriandre et à la menthe, connu sous le nom de chutney hari, et parfois de yaourt ou de pois chiches.
A Mumbai, une version populaire de tikki est servie avec un curry épicé et divers chutneys. Il est appelé ragda pattice et se vend dans tous les étals de chaat de la ville et, en particulier, à la plage de Girgaum Chowpatty, l'une des plages les plus célèbres de Bombay.
L'aloo tikki est à la base une galette de pommes de terre bouillies et écrasées, mélangées avec diverses herbes, telle la coriandre et des épices, frites dans un bain d'huile vanaspati (à base d'huile de palme). Certains dhabas (petits restaurants de bord de route) du nord de l'Inde le servent sous forme de sandwiches au pain.
Les restaurants McDonald's en Inde proposent le McAloo tikki burger, spécialité locale de cette chaîne de restauration rapide, qui n'est pas représentative de la recette traditionnelle.
Au Royaume-Uni, le tikki aux légumes est présent au rayon charcuterie de divers commerces. L'aloo tikki est très populaire dans la région des Midlands de l'Est. 